# Bill Maher
Bill Maher (n. 20 ianuarie 1956, New York City, New York, SUA) este un actor comic, autor, moderator TV și comentator politic și social american.
Licențiat în engleză și istorie al Universității Cornell (1978), Maher spune despre el însuși că este libertarian
Maher susține pedeapsa cu moartea, avortul, eutanasia și legalizarea marijuanei. Totodată este profund antireligios, în special detestă religia organizată, pe care o descrie ca fiind o „tulburare neurologică” care justifică acțiuni nebune și nu-i lasă pe oameni să gândească logic. Maher susține că religia este cauza multor probleme în societate și că practicile religioase sunt ipocrite. El susține că religia operează sub masca moralității, dar legile ei nu au nimic de a face cu moralitatea, că prohibițiile religioase sunt confundate cu legile morale. În opinia sa, doar pentru că religia interzice avortul sau homosexualitatea, nu înseamnă că cei care au făcut un avort sau sunt homosexuali sunt imorali. O persoană imorală le cauzează altora daune prin ucidere, viol sau lăcomie, spune el.
Personal Maher se consideră uneori agnostic, dar spune că nu neagă posibilitatea că ar exista o divinitate. Alteori a spus că este „apateist”.
Maher nu se definește ca fiind ateu, "deoarece credința că nu există o divinitate nu ar fi altceva decât o oglindire a certitudinii religioase. Nu, eu spun că incertitudinea este singurul răspuns apropriat pentru oameni."
În 2008, Maher a făcut împreună cu regizorul Larry Charles filmul documentar Religulous în care „face mișto de extremismul religios în întreaga lume.”

## Moderator TV
Maher a devenit cunoscut unui public mai larg ca moderator al programului „Politically Incorrect”, difuzat de postul de televiziune american ABC. Actualmente (2009), este moderator al programului „Real Time With Bill Maher” la postul de televiziune HBO.
ABC nu i-a prelungit contractul în 2002, după ce a spus în programul său, ca un comentariu la atentatele din 11 septembrie 2001 și la bombardarea Afganistanului, că „este mai laș să bombardezi de la 2000 de mile depărtare decât să stai în avion când acesta lovește clădirea”. O astfel de remarcă a fost considerată a fi prea controversată pentru unii sponsori, dar pe de altă parte, unii comentatori politici, de exemplu moderatorul radio Rush Limbaugh, l-au susținut pe Maher arătând că există o diferență între lașitatea morală și cea fizică. Pe data de 22 iunie 2002, Maher a primit "Ordinul prezidențial pentru liberatatea de exprimare" din partea clubului de presă din Los Angeles.

## Viața privată
Maher nu a fost niciodată căsătorit. Pe sit-ul personal scrie: „O să fiu ultimul din gașca mea care mă voi căsători. Și nevestelor prietenilor mei nu le place când ies cu ei în oraș. Sunt ca un fel de sclav evadat. Aduc vești despre libertate.”
În 2006 a început o legătură romantică cu Karrine Steffans, o fostă actriță porno, dansatoare în videoclipuri muzicale, model hip-hop și actriță.

## Cărți scrise
- True Story : A Novel, 1994 (ISBN 0-7432-4251-3)
- Does Anybody Have a Problem With That? Politically Incorrect's Greatest Hits, 1996 (ISBN 0-679-45627-9)
- Does Anybody Have a Problem with That? The Best of Politically Incorrect, 1997 (ISBN 0-345-41281-8)
- When You Ride Alone You Ride With Bin Laden: What the Government Should Be Telling Us to Help Fight the War on Terrorism, 2003 (ISBN 1-893224-90-2)
- Keep the Statue of Liberty Closed: The New Rules, 2004 (ISBN 1-932407-47-2)
- New Rules: Polite Musings from a Timid Observer, 2005 (ISBN 1-59486-295-8)

## Filmografie
- Sex, Drugs & Religion (2010)
- New Rules: Best of (2009)
- Religulous (2008)
- Swing Vote (2008)
- The Aristocrats (2005)
- Tomcats (2001) (uncredited)
- EDtv (1998)
- Bimbo Movie Bash (1997)
- Don't Quit Your Day Job (1996)
- Say What? (1992)
- Pizza Man (1991)
- Cannibal Women in the Avocado Jungle of Death (1989) ... (aka Jungle Heat or Piranha Women in the Avocado Jungle of Death)
- Out of Time (1988)
- House II: The Second Story (1987)
- Ratboy (1986)
- Club Med (1986)
- Rags to Riches (serial TV) (1986) (aka Foley and the Girls From St. Mags)
- D.C. Cab (1983) (aka Street Fleet)

## Filme speciale pentru HBO
Cele 5 mai noi au apărut pe DVD.
- Bill Maher:	But I'm Not Wrong (2010)
- Bill Maher: The Decider (2007)
- I'm Swiss (2005)
- Bill Maher: Victory Begins at Home (2003)
- Bill Maher: Be More Cynical (2000)
- Bill Maher: The Golden Goose Special (1997)
- Bill Maher: Stuff that Struck Me Funny (1995)
- Bill Maher: One Night Stand (1992) (1992)
- Bill Maher: One Night Stand (1989) (1989)

## Programe de televiziune
- Family Guy (2010)
- The Boondocks (2010)
- True Blood (2008) - "Strange Love"
- Real Time with Bill Maher (HBO) (2003–Present)
- Just For Laughs (CBC, The Comedy Network) (2002)
- Politically Incorrect (Comedy Central and ABC) (1994–2002)
- Married With Children (Fox) (1992-1993)
- Charlie Hoover (1991)
- The Midnight Hour (1990)
- Murder She Wrote (2 episoade, 1989-1990)
- Max Headroom]] (1987), sezonul 2 episodul 5 Whackets
- Hard Knocks (1987)
- Club Med (1986)
- Roseanne
- Sara (1985)